# Skała Józefa
Skała Józefa (niem. Josephsteine) – skała w południowo-zachodniej Polsce, w Górach Stołowych.

## Położenie
Skała Józefa położona jest w południowo-wschodniej części Parku Narodowego Gór Stołowych,  na zachód od Góry Świętej Anny i osiedla Batorów, należącego do wsi Szczytna; na południe od skały Bobrówek oraz na północ od przysiółka Góra św. Anny.

## Charakterystyka
Skała jest zbudowana z piaskowca o wysokości około 3 m i wznosi się na krawędzi urwiska środkowego piętra Gór Stołowych. Składa się z grupy silnie spękanych skał o fantazyjnym kształcie. Stanowi dobry punkt widokowy na Góry Orlickie, Góry Bystrzyckie, Obniżenie Dusznickie, Wzgórza Lewińskie, a także na miasto Szczytna.

## Szlaki turystyczne
- droga Szklary-Samborowice – Jagielno – Przeworno – Gromnik – Biały Kościół – Żelowice – Ostra Góra – Niemcza – Gilów – Piława Dolna – Góra Parkowa – Bielawa – Kalenica – Nowa Ruda – Przełęcz pod Krępcem – Sarny – Tłumaczów – Gajów – Radków – Skalne Wrota – Pasterka – Przełęcz między Szczelińcami – Karłów – Lisia Przełęcz – Białe Skały – Skalne Grzyby – Batorówek – Batorów – Góra Świętej Anny – Skała Józefa – Duszniki-Zdrój – Schronisko PTTK „Pod Muflonem” – Szczytna – Zamek Leśna – Polanica-Zdrój – Łomnicka Równia – Huta – Bystrzyca Kłodzka – Igliczna – Międzygórze – Przełęcz Puchacza[2],
- Polanica-Zdrój – Batorów – Góra Świętej Anny – Skała Józefa – Skały Puchacza – Karłów[1].